# 白面の兵士
「白面の兵士」（はくめんのへいし、The Adventure of the Blanched Soldier）は、イギリスの小説家、アーサー・コナン・ドイルによる短編小説。シャーロック・ホームズシリーズの一つで、56ある短編小説のうち52番目に発表された作品である。イギリスの「ストランド・マガジン」1926年11月号、アメリカの「リバティ」1926年10月16日号に発表。1927年発行の第5短編集『シャーロック・ホームズの事件簿』(The Case-Book of Sherlock Holmes) に収録された。
この作品は、シャーロック・ホームズの一人称によって書かれている。ワトスンは当時妻帯のためホームズと別居していて、この事件には一切関与していない。ホームズは物語冒頭で、“何度かワトスンの記述を批判したので、腹を立てたワトスンに「気に入らないなら自分で書いてみろよ」と言われて書いてみたが、結局彼のように書かざるを得なかった”という反省を述べている。ホームズものの60の長短編の中で、このような形態になっているものは「白面の兵士」と「ライオンのたてがみ」の2作品のみである。

## あらすじ
ボーア戦争終結直後の1903年1月、ジェームズ・M・ドッド氏がホームズの元を訪れる。2年前、ボーア戦争の軍隊で親しい友人となったゴドフリー・エムズワーズが復員後、音信不通となったという。ゴドフリーの父に所在を訊ねる手紙を送ったところ、息子は世界一周の旅に出ているという返事があっただけだった。
ドッドはゴドフリーの実家を訪れ、父から彼の所在を聞き出そうとするが、逆に怒りを買ってしまう。その夜、ドッドはゴドフリーの実家に宿を取ることになるのだが、窓の外に真っ白な顔をしたゴドフリーがいるのを見つけ、追いかけるが逃げられてしまう。翌日、ゴドフリーの姿を求めて屋敷の中を探し回ろうとするドッドだったが、ゴドフリーの父に見つかり、屋敷を追い出されてしまったという。